# Paleta bovina
|  |

| Animal (kg) | Arroba (@) | Média (kg) |
| 160         | 10         | 6,45       |
| 190         | 12         | 7,66       |
| 220         | 14         | 8,86       |
| 250         | 16         | 10,07      |

A paleta ou pá, é um tipo de corte da carne bovina, localizado na parte dianteira do animal que representa 21,78% dela. Um pedaço do animal formado por músculos/nervos e ossos do membro dianteiro.
Tipo muito usado como picadinho e assado de panela. Este necessita de muito tempo de cozimento para ficar pronto para consumo como alimento humano.

## Informação nutricional
| Valor calórico     | 127,64 kcal | 5%  |
| Carboidratos       | 1,59 g      | 0%  |
| Proteínas          | 21,86 g     | 44% |
| Gorduras totais    | 3,76 g      | 5%  |
| Gorduras saturadas | 1,54 g      | 6%  |
| Colesterol         | 43,39 mg    | 15% |
| Fibras             | 0 g         | 0%  |
| Cálcio             | 8,50 mg     | 1%  |
| Ferro              | 1,21 mg     | 9%  |
| Sódio              | 60,70 mg    | 3%  |

Obs.: Valores diários em referência com base em uma dieta de 2.500 calorias por porção de 100g com referência para animais do Brasil.